# Tamásdi üveggyár
A tamásdi üveggyár a romániai Temes megyében, az azonos nevű faluban található. A gyár 1826-ban kezdte meg a termelést.

## Története

### Alapítás
Az alapító Anton Pfantzels volt, aki az 1820-as évek elején megvásárolta a falu erdőbirtokát, és ott üvegcsűr készítéséhez fogott hozzá. 20 évvel később Joseph és Leopoldine Losch lett a gyár tulajdonosa, és ők új szakmunkásokat hozattak Ausztriából és Csehországból.  

### Az első években
Az 1890-es években orvosságos üvegeket, poharakat és flaskákat készített az akkor ott dolgozó 97 munkás.
1902-ben a gyárat modernizálta a tulajdonos, így ennek hatására már vésett és festett háztartási üvegeket is gyártottak. Eleinte galíciai kvarchomokot használtak, de 1916-ban megszűnt a homok beszerzési lehetősége, így a környéken megtalálható kvarchomokra tértek át.

### Termelés a gazdasági világválság és a második világháború idején
1925 körül már 125-en dolgoztak a gyárban, az éves termelés 120 vagon volt, melynek 40%-át a Szerb–Horvát–Szlovén Királyságba exportálták. A nagy gazdasági világválság a tamásdi üveggyárat is elérte. 1931-ben már nem tudták az embereket kifizetni, ennek következtében pedig szövetkezetté alakultak át. 1936 és 1939 között részvénytársaságként működött. Ekkor C. Manoliu birtokában volt a gyár, majd tőle 1942-ben I. Bujoi lupényi gyáros vásárolta meg. A második világháború idején sok német munkás elhagyta a gyárat. Az elvesztett munkaerőt negyven azugai üvegfújóval pótolták. Ebben az időben leginkább lámpaüvegeket, üvegedényeket, poharakat, befőttesüvegeket készítettek.

### Fejlődés
A gyárat 1948-ban államosították, és ekkor kb. 200 munkással rendelkezett. Jelentős beruházásokat hajtott végre az állam az üzem bővítése és korszerűsítése érdekében. Új ipari vasutat építettek Marzsina és a gyár között 1956-ban, 1957-ben az üvegfúvók számára bevezetésre került a hatórás munkanap, 1958-ban új gyártócsarnokok megépítésére került sor. 1979-ben már a gyárban több, mint 1500 dolgozó volt, 80-85%-ban exportra termeltek.

### Vége
Hirtelen olvadás következtében megáradt a Béga 2001. április 6-án, és elöntötte az üveggyári telepet. Az üveggyár 2001-től folyamatosan magánosításra került, de egyik tulajdonos sem őrizte meg az üvegipari jellegét. 2006-ban eladták az utolsó részét, az új tulajdonos pedig parkettagyárrá alakította át.